# Miguel de Castro y Araoz
Miguel de Castro y Araoz fue un militar y político español, nacido en Sevilla, España y muerto en Mérida, Yucatán, Nueva España, Imperio Español. Por nombramiento real fue gobernador de la provincia de Tabasco en la Nueva España. Más tarde, iniciado el proceso de independencia de México, también fue gobernador de la provincia de Yucatán en dos ocasiones distintas, la primera durante el reinado de José I Bonaparte, como interino, y después durante el retorno de Fernando VII a la corona española, como propietario.

## Datos biográficos
Fue hijo de Francisco Antonio Castro y Sotomayor y de Lucrecia Antonia de Araoz. Perteneció a una familia de comerciantes ricos y de funcionarios reales. Desde niño fue enviado a vivir con su tío, José de Araoz quien era oficial de la real hacienda en el puerto de San Francisco de Campeche. Más tarde vivió en la Ciudad de México donde estudió la carrera de las armas. Llegó a ser sargento mayor de un regimiento de infantería, cargo que también desempeñó a su regreso a Campeche. Fue nombrado por el rey de España, Carlos IV, gobernador de la provincia de Tabasco, cargo que ejerció de 1793 a 1810. 

### Gobernador de Tabasco
Durante su desempeño como gobernador de Tabasco, en enero de 1795, Castro y Araoz tramitó y obtuvo del virrey don Miguel de la Grúa Talamanca la autorización correspondiente para trasladar la capital de la provincia de Tacotalpa a la villa de San Juan Bautista, hoy la ciudad de Villahermosa, lo que realizó el 15 de agosto de ese mismo año.
También durante su gestión se construyó en 1800 la ermita de Nuestra Señora de la Inmaculada Concepción, la cual se ubicó en el costado sur de la Plaza de Armas y donde se colocó una imagen de la Virgen traída de España, y se inauguró el primer rastro que tuvo la ciudad.
En 1808 y por instrucciones del Virrey Pedro de Garibay, dispuso que se efectuaran elecciones para el primer Ayuntamiento de Villa Hermosa de San Juan Bautista, verificándose la solemne instalación de este primer Ayuntamiento el 1 de enero de 1809.

### Gobernador de Yucatán
En 1811 regresó a Campeche donde fue designado teniente de rey. Un poco más tarde el rey Fernando VII lo nombró intendente de Comayagua, Honduras, cargo que no llegó a desempeñar por las dificultades que el viaje representaba en aquella época ya que por tierra era una travesía particularmente difícil y el mar estaba plagado de corsarios que hacían riesgoso el traslado. Ante ello, solicitó se le diera un puesto en Yucatán o en Veracruz. 
El 8 de enero de 1812 llegó a la ciudad de Mérida, capital de Yucatán con el nombramiento de capitán general interino de la provincia. Como tal ocupó provisionalmente el cargo de gobernador de Yucatán a la salida de Benito Pérez Valdelomar y hasta la llegada de Manuel Artazo y Torredemar. A la muerte de este último, en 1815, volvió al gobierno de Yucatán, primero como interino y después como propietario.
Fue un monarquista absolutista y a pesar de ello mandó liberar a los independentistas liberales yucatecos que habían sido aprehendidos en 1814 y que eran mantenidos como presos políticos acusados de enemigos del absolutismo en San Juan de Ulúa, entre los cuales se encontraban Lorenzo de Zavala y José Matías Quintana, padre de Andrés Quintana Roo.
Mantuvo una relación cercana a Mariano Carrillo de Albornoz que habría de sucederlo quien, con los liberados de San Juan de Ulúa, intentó convencerlo de abrazar la causa representada por la constitución de Cádiz, a lo cual siempre se negó. Llegado el año de 1820, ya restablecida la constitución española, también se restablecieron en Mérida el Ayuntamiento, que se había integrado en 1814 y que se había disuelto después, y la diputación provincial. En esos grupos quedaron integrados Carrillo de Albornoz, José Matías Quintana y Lorenzo de Zavala,  que apoyados por los acontecimientos en España y aunque en Yucatán la situación no era oficial, le obligaron a renunciar el 8 de junio de 1820.
Miguel de Castro era una persona de edad avanzada y no pudo soportar lo que él consideró una traición de aquellos a quienes había ayudado. Murió el mismo año de 1820 sin haber salido de Yucatán.

### Condecoraciones
Miguel de Castro y Araoz se distinguió en los campos militar y político,, en donde recibió varias condecoraciones y nombramientos, como la Orden Militar de Calatrava, la Orden de San Hermenegildo, y la placa de honor de Brigadier de los Reales Ejércitos.